# Jacques Galland
Pour les articles homonymes, voir Galland.
Jacques Galland, né le 12 octobre 1921 à Paris et mort le 13 décembre 2010 à Villeneuve-Saint-Georges, est un acteur français.
Il était marié à Marie Galland, dont il eut deux enfants. Il a assisté Jean-Louis Barrault dans plusieurs de ses pièces dans la compagnie Renaud-Barrault.

## Filmographie

### Cinéma
- 1959 : Meurtre en 45 tours d'Étienne Périer
- 1959 : Recours en grâce de László Benedek
- 1960 : Les Moutons de Panurge de Jean Girault
- 1960 : Terrain vague de Marcel Carné
- 1964 : Les Gorilles de Jean Girault
- 1965 : Le Gendarme à New York de Jean Girault
- 1967 : Lagardère de Jean-Pierre Decourt — version en deux époques pour le cinéma du feuilleton télévisé —
- 1968 : La Coqueluche de Christian-Paul Arrighi
- 1968 : Un jeune couple de René Gainville
- 1969 : Bye bye, Barbara de Michel Deville
- 1969 : Dernier Domicile connu de José Giovanni : le directeur de la P.J.
- 1969 : La Horse de Pierre Granier-Deferre : Roger
- 1970 : Le Cercle rouge de Jean-Pierre Melville : le chef de train
- 1970 : Alyse et Chloé de René Gainville : le père d'Alyse
- 1970 : L'amour oui ! mais... / L'Amour dans la peau de Philippe Schneider : Justin
- 1971 : Nous ne vieillirons pas ensemble de Maurice Pialat : le père de Catherine
- 1971 : Un flic de Jean-Pierre Melville
- 1972 : Un officier de police sans importance de Jean Larriaga
- 1973 : Le Complot de René Gainville
- 1973 : L'Emmerdeur d'Édouard Molinaro : Maître Chamfort
- 1973 : Les Chinois à Paris de Jean Yanne
- 1973 : Le Train de Pierre Granier-Deferre
- 1974 : Au-delà de la peur de Yannick Andreï
- 1974 : En grandes pompes d'André Teisseire : le maire
- 1974 : Opération Lady Marlène de Robert Lamoureux : le colonel
- 1976 : Dracula père et fils d'Édouard Molinaro
- 1977 : Le mille-pattes fait des claquettes de Jean Girault
- 1978 : L'Amour en question d'André Cayatte
- 1979 : Grandison d'Achim Kurz
- 1979 : L'Associé de René Gainville
- 1980 : Engrenage de Ghislain Vidal : Laugier
- 1986 : Blockhaus U.S.A de Christian Le Hémonet - court métrage (15 min)
- 1987 : Funny Boy de Christian Le Hémonet : le père de Micky
- 1989 : L'Auscultation de Christian Le Hémonet - court métrage - : le marquis
- 1990 : Ice cream et châtiment de Christian Le Hémonet - court métrage (10 min) : le curé professeur

### Télévision
- 1963 : Siegfried de Marcel Cravenne
- 1964 : Poly et le secret des sept étoiles : Antoine
- 1964 : L'Abonné de la ligne U de Yannick Andreï
- 1965 : Commandant X - épisode : Le Dossier Pyrénées de Jean-Paul Carrère
- 1966 : Rouletabille d'Yves Boisset, (épisode Le parfum de la dame en noir) (série TV)
- 1967 : Les Habits noirs (feuilleton TV) de René Lucot
- 1967 : Les Enquêtes du commissaire Maigret de Claude Barma, épisode : Cécile est morte : Commissaire Garnis
- 1967 : Salle n° 8, épisode no 16, TV de Robert Guez et Jean Dewever : un patient très bavard
- 1968 : Tarif de nuit (Les Cinq Dernières Minutes, épisode no 46, TV) de Guy Séligmann
- 1969 : Les Cinq Dernières Minutes de Claude Loursais, épisode Traitement de choc
- 1969 : La Main du mort de Guy Jorré
- 1970 : Les Enquêtes du commissaire Maigret de Claude Barma, épisode : Maigret et son mort : un inspecteur dans l'immeuble
- 1971 : Tang d'André Michel (feuilleton télévisé) : le bibliothécaire
- 1972 : François Gaillard ou la vie des autres de Jacques Ertaud, épisode : Julien
- 1973 : Monsieur Émilien est mort de Jean Pignol
- 1973 : Pour Vermeer de Jacques Pierre
- 1973 : L'Hiver d'un gentilhomme de Yannick Andréi : le chirurgien Imbert
- 1973 : La Ligne de démarcation - épisode 8 : Claude (série télévisée) : Capitaine François
- 1975 : Salvator et les Mohicans de Paris (d'après l'œuvre de Alexandre Dumas), feuilleton télévisé de Bernard Borderie
- 1976 : Les Cinq Dernières Minutes, épisode Le collier d'épingles de Claude Loursais : M. Planchet
- 1978 : Claudine s'en va d'Édouard Molinaro
- 1980 : Les Enquêtes du commissaire Maigret, épisode : Le Charretier de la Providence de Marcel Cravenne
- 1981 : Jules Renard de Robert Mugnerot

## Théâtre
- 1948 : L'État de siège d'Albert Camus, mise en scène Jean-Louis Barrault, théâtre Marigny
- 1949 : La Seconde Surprise de l'amour d'Alfred de Musset, mise en scène Jean-Louis Barrault, théâtre Marigny
- 1949 : Le Bossu de Paul Féval et Anicet Bourgeois, mise en scène Jean-Louis Barrault, théâtre Marigny
- 1953 : Occupe-toi d'Amélie de Georges Feydeau, mise en scène Jean-Louis Barrault, théâtre des Célestins
- 1953 : Pour Lucrèce de Jean Giraudoux, mise en scène Jean-Louis Barrault, théâtre Marigny
- 1955 : Le Chien du jardinier de Georges Neveux d'après Felix Lope de Vega, mise en scène Jean-Louis Barrault, théâtre Marigny
- 1955 : L'Orestie d'Eschyle, mise en scène Jean-Louis Barrault, Festival de Bordeaux, théâtre Marigny
- 1956 : Le Misanthrope de Molière, mise en scène Jean-Louis Barrault, théâtre des Célestins
- 1956 : Le Chien du jardinier de Félix Lope de Vega, mise en scène Jean-Louis Barrault, théâtre des Célestins
- 1961 : L'Express-liberté de Lazare Kobrynski, mise en scène de l'auteur, Odéon-Théâtre de France
- 1962 : Édouard mon fils de Robert Morley et Noel Langley, mise en scène Maurice Guillaud,  théâtre Montansier